# David Durie
David Durie, né le 21 août 1944 est un homme politique britannique qui est gouverneur de Gibraltar d'avril 2000 à mai 2003.